# آنتوی (کمون)
آنتوی (به فرانسوی: Anteuil) یک کمون در فرانسه است که در canton of Clerval واقع شده‌است. آنتوی ۲۴٫۲۹ کیلومتر مربع مساحت دارد.